# Ulrich Dehlinger
Ulrich Dehlinger (Ulm, 6 de julho de 1901 – Stuttgart, 29 de junho de 1981) foi um físico alemão.

## Formação e carreira
Filho de Alfred Dehlinger, estudou de 1919 a 1923 matemática e física em Tübingen (1919–1921), Stuttgart (1921–1924) e Munique (1922). Após obter o diploma em 1923, um doutorado em 1925 e a habilitação em 1929 foi de 1934 a 1969 diretor no Max-Planck-Institut für Metallforschung. De 1938 a 1969 foi professor na Universidade de Stuttgart.

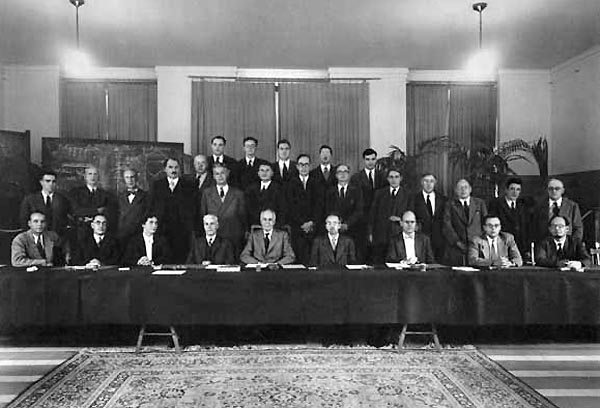
Conferência de Solvay sobre física em Bruxelas, 1951. Da esquerda para a direita, sentados: Crussaro, Norman Percy Allen, Yvette Cauchois, Borelius, William Lawrence Bragg, Christian Møller, Sietz, John Herbert Hollomon, Frank; fila do meio: Gerhart Rathenau,^{(nl)} Koster, Erik Rudberg,^{(sv)}, Flamache, Goche, Groven, Egon Orowan, Jan Burgers, William Bradford Shockley, André Guinier, C.S. Smith, Ulrich Dehlinger, Laval, Émile Henriot; fila superior: Gaspart, Lomer, Alan Cottrell, Georges Homes, Hubert Curien

## Publicações selecionadas
- Gitteraufbau metallischer Systeme. Leipzig 1935, OCLC 312371306.
- Chemische Physik der Metalle und Legierungen. Leipzig 1939, OCLC 23320794.
- Grundbegriffe der Physik. Stuttgart 1949, OCLC 65137559.
- Theoretische Metallkunde. Berlin 1968, OCLC 925406757.